# Baekje
Baekje (백제, 百濟) war ein Königreich im Südwesten der koreanischen Halbinsel, das einer Legende nach 18 v. Chr. gegründet wurde, nachweislich spätestens ab 234 n. Chr. unter König Goi (고이) (234–286) als Königreich existierte und 660 n. Chr. durch das Königreich Silla (신라), in einer Allianz mit der chinesischen Tang-Dynastie, zerstört wurde.
Das Königreich Baekje beherrschte, zusammen mit dem im 4. Jahrhundert n. Chr. im Osten gegründeten Königreich Silla und Goguryeo (고구려), das bereits im 1. Jahrhundert n. Chr. im Norden entstanden war, über sechs Jahrhunderte lang die koreanische Halbinsel. Die Zeit, in denen die drei Reiche bestanden, wird geschichtlich auch als die Zeit der drei Königreiche (Samguk-sidae (삼국시대)) bezeichnet, wobei eine zeitliche Einordnung des Beginns eher fiktiv ist, da die Königreiche zu unterschiedlichen Zeitpunkten entstanden sind. Auf dem Höhepunkt seiner Macht kontrollierte das Königreich Baekje im 4. und 5. Jahrhundert einen Großteil der westlichen koreanischen Halbinsel und reichte im Norden bis in die Region um Pjöngjang (평양) hinauf.

## Gründung
Nach der von dem chinesischen Historiker Chen Shou im Jahre 297 verfassten Schrift, dem Sanguozhi (Chroniken der Drei Reiche), war Baekje (百濟國) ursprünglich ein Mitglied von Mahan, einem losen „Staatenbund“, der die späteren Joseon-Provinzen Gyeonggi-do, Chungcheong-do und Jeolla-do im Südwesten der koreanischen Halbinsel umfasste und zu dem sich 54 Han-Stämme der Region verbündet hatten.

### Legende
Im Samguk Sagi (삼국사기), einer im Jahr 1145 verfassten koreanischen Schrift, wird beschrieben, dass das Baekje im Jahr 18 v. Chr. durch König Onjo (온조) gegründet wurde. Onjo war der Anführer einer Gruppe von Siedlern aus Goguryeo, die sich in der Gegend um das heutige Seoul (서울) niederließ. Baekje sah sich als Nachfolgestaat von Buyeo (부여), der nach dem Untergang Go-Joseons (고조선) in der Mandschurei entstanden war.
Das Samguk Yusa (삼국유사) stellt König Onjo als Sohn des Gründers von Goguryeo, König Dongmyeong von Goguryeo (동명), auch Jumong (주몽) oder Chumo (추모) genannt, dar. Als Yuri (유리), Dongmyeongs Sohn aus erster Ehe, in Goguryeo ankam und zum Kronprinzen erklärt wurde, beschlossen Biryu (비류) und Onjo, Söhne von Dongmyeong und seiner neuen Frau, mit zehn Vasallen Richtung Süden auszuwandern. Die Gruppe teilte sich und ein Teil unter dem Anführer Onjo siedelte in Wiryeseong (위례성) im heutigen Hanam (하남). Sie nannte ihr Land Sipje (십제) (dt. Zehn Vasallen). Biryu führte die restlichen Siedler gegen den Rat der Vasallen in das Gebiet um das heutige Incheon (인천), dessen Landschaft durch salziges Meerwasser und Sümpfe geprägt war. Die unwirtliche Gegend verschlimmerte die Lage Biryus und seiner Anhänger drastisch, und die Scham über seine falsche Entscheidung trieb Biryu schließlich in den Selbstmord. Die verbliebenen Siedler verließen den Ort und gingen nach Wiryeseong, wo König Onjo sie willkommen hieß und sein Reich in Baekje (Hundert Vasallen) umbenannte.

### Andere Annahmen
Abweichend von der Annahme, dass Onjo Baekje gründete, gehen andere Historiker davon aus, dass sein Stiefbruder Biryu der eigentliche Gründer von Baekje war, aber durch seinen Tod fünf Monate später den Thron nicht mehr besteigen konnte. Demnach wurden beiden Stiefbrüder von König Dongmyeong von Goguryeo nach Süden geschickt, mit der Verteidigung der Ebene des Imjin-Fluss (임진강) beauftragt. Dort gründeten sie Baekje und wenig später die Hauptstadt Michuhol (미추홀).
5 v. Chr. (14. Regierungsjahr von Onjo) verlegte König Onjo die Hauptstadt nach Wiryeseong in Hanam, das im heutigen Stadtteil Gyosan-dong (교산동) von Hanam-si (하남시), in der Provinz Gyeonggi-do (경기도) liegt.
Die Archäologische Forschung unterstützen heute die Annahme, dass Baekje als zentralisiert organisiertes Königreich nicht vor dem späten 3. Jahrhundert n. Chr. existiert haben kann.

## Hanseong-Periode (18 v. Chr. bis 475 n. Chr.)
Onjo verstand es seinen Machtbereich auszudehnen und so reichten die Grenzen von Baekje 9. n. Chr. bis zum Yeseong-Fluss im Norden (70 km nordwestlich von Seoul in Nordkorea), der Stadt Chuncheon im Osten und Jiksan im Süden (90 km südlich von Seoul entfernt). Damit deckte Baekje schon zu dieser Zeit bereits die Hälfte des Gebietes von Mahan ab.

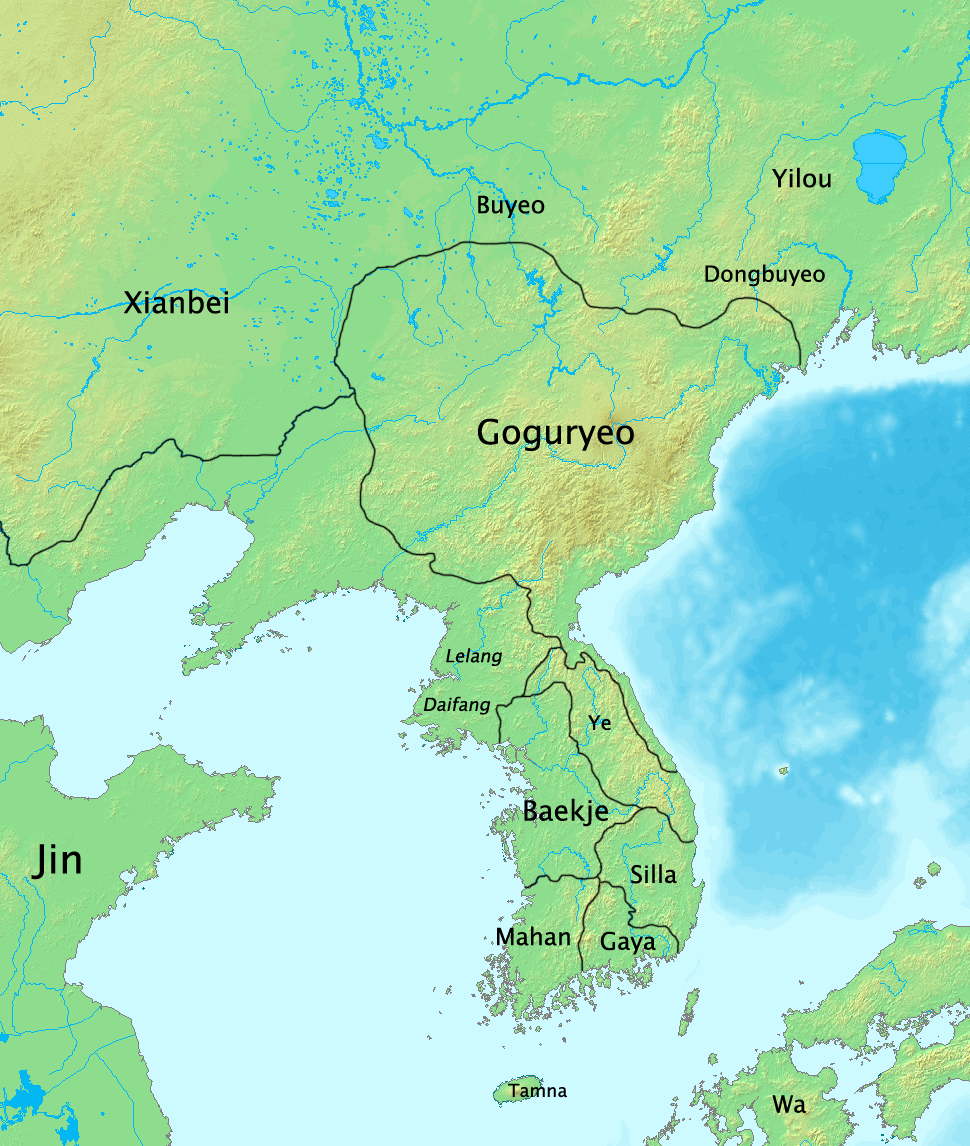
Baekje um 300 n. Chr.

Es ist nicht sicher, ab wann Baekje als ein Königreich angesehen werden kann. Sicher ist aber, dass im Jahr 246 die unter chinesischer Herrschaft stehenden Kommandanturen Lelang und Daifang umfangreiche Angriffe gegen Baekje gestartet hatte, um Baekjes wachsenden Einfluss in der Region um den Han-Fluss einzudämmen. Zu dieser Zeit regierte König Goi (reg. 234–286) das Land. Man geht davon aus, dass er, auch als König Gui bekannt, der Gründer des Königreichs Baekje war.
Goi jedenfalls organisierte und strukturierte den Staat neu, berief sechs Minister (jwapyeong (좝영)) um den Staat zu regieren, definierte 16 verschiedene Grade offizieller Ränge mit einer strikten Hierarchie und Schichtenbildung und verfügte harte Strafen für korrupte Beamte. Es selbst hielt aber seine Audienzen in prachtvoller Weise ab. Die Minister seines Staates waren für die Bereiche, Sekretär des Königs, Staatsfinanzen, Zeremonien, Rituale und Bildung, Sicherheit des Palastes und der Hauptstadt, Strafmaßnahmen und der Führung des Militärs, zuständig.
König Geunchogo (346–375) baute auf dem von Goi strukturierten Staat auf und veränderte Baekje zu einem äußerst zentralisierten und aristokratischen Staat. Unter seiner Regentschaft eroberte Baekje 369 n. Chr. das restliche Territorium der Stammesstaaten von Mahan, schlug einen Angriff Goguryeo, die 369 n. Chr. mit 20.000 Soldaten anrückten, zurück und eroberte 371 n. Chr. Pjöngjang. Dabei wurde König Gugukwon von Goguryeo getötet. Zu dieser Zeit galt Baekje als das mächtigste Königreich auf der koreanischen Halbinsel und Hanseong, etwas südöstlich von dem heutigen Stadtzentrum von Seoul am Han-Fluss gelegen, bis 475 n. Chr. als Baekjes erste Hauptstadt. Angesichts des aufstrebenden Silla kam es in den 360ern und 370ern erstmals zum intensiven Austausch von Gesandtschaften zwischen dem Yamato-Hof (Wa/Japan) und Baekje (japanisch: Kudara).
Baekje übernahm kulturelle und technologische Errungenschaften aus China, so auch die buddhistische Religion. Als der indische Mönch Marananda vom chinesischen südlichen Jin-Staat zum königlichen Hof von Baekje geschickt wurde, übernahm dieser den Glauben und führte 384 n. Chr. den Buddhismus als Staatsreligion ein.
Zum Ende des 4. Jahrhunderts sah sich Baekje vermehrt den Angriffen aus dem Norden vom Königreich Goguryeo konfrontiert. Beginnend mit König Gwanggaeto (광개토) und fortgeführt durch König Jangsu (장수) verschoben sie die Grenzen zuungunsten Baekjes weiter nach Süden, eroberten Pjöngjang zurück und 475 n. Chr. schließlich Baekjes Hauptstadt Hanseong. Dabei wurde Baekjes König Gaero (reg. 454–475) (개로) gefangen genommen und zahlreiche Mitglieder der königlichen Familie getötet. Auch ein Bündnis mit dem Königreich Silla, das Baekje bereits 433 n. Chr. geschlossen hatte, konnte die Expansion von Goguryeo nach Süden nicht verhindern.

## Ungjin-Periode (475 bis 538 n. Chr.)
Nach dem Tod Königs Gaero und dem Fall der Hauptstadt Hanseong, übernahm König Munju (reg. 475–477) (초고) die Macht und verlegte den Regierungssitz nach Ungjin (웅진), dem heutigen Gongju (공주시). Die bergige Gegend versprach zwar mehr Schutz vor den Angreifern aus dem Norden, doch für die Entwicklung einer Hauptstadt war Ungjin ungeeignet, da unzugänglich. Deshalb währte die Ungjin-Periode auch nur kurz.

## Sabi-Periode (538 bis 660 n. Chr.)
Im Jahr 538 n. Chr. verlegte König Seong die Hauptstadt nach Sabi (사비), dem heutigen Buyeo. Sabi entwickelte sich schnell zu einem Zentrum für Kunst und Kultur, von dem Impulse über die Reichsgrenzen hinausgingen. Bedeutsam war zu jener Zeit u. a. Sabis Töpferkunst und der Tempelbau. Man geht heute davon aus, dass Sabis religiöser und kultureller Einfluss bis nach Japan reichte.
König Seong reformierte die Verwaltung und verstärkte die Beziehung und den Handel seines Landes zu den südlichen Dynastien Chinas. Dazu war Sabis Lage am schiffbaren Fluss Geumgang ideal. König Seong führte sein Land zu alter Stärke und griff, noch mit Silla verbündet, 551 n. Chr. Goguryeo an, um alte Gebiete zurückzuerobern. Doch Silla brach das Bündnis und machte sich Baekje damit zum Feind. Nach einem missglückten Feldzug gegen Silla wurde König Seong getötet. Daraufhin verbündete sich Baekje 562 n. Chr. mit dem Königreich Goguryeo gegen Silla. Silla schloss als Antwort einen Pakt mit der Tang-Dynastie und griff 641 n. Chr. Baekje an. Nach 19 Jahren Krieg und erfolgloser Führung durch König Uija (regierte von 641 bis 660), war Baekje besiegt und brach im Jahr 660 n. Chr. zusammen.
General Gwisil Boksin stellte sich an die Spitze der Bewegung, Baekje als Staat zu restaurieren und ließ Uijas Sohn Buyeo Pung, der seit 643 am Yamato-Hof (Japan) lebte, als neuen König Pungjang ausrufen. Von der Festung Juryu (주류성 / 周留城) aus kämpfte Boksin mit den Resten der Armee Baekjes und japanischen Expeditionstruppen ab 661 gegen die Truppen Sillas und Tangs, wobei es jedoch 663 zum Zerwürfnis zwischen Boksin und Pungjang kam. Die Schlacht von Baekgang endete in einer verheerenden Niederlage und das Königreich Baekje war damit endgültig Geschichte. Das Königshaus Baekjes wurde Teil der japanischen Oberschicht. So begründete Pungs Bruder Seon’gwang (japanisch: Zenkō) in Japan den Klan der Kudara no Konikishi (japanisch 百済王 ‚König von Kudara [= Baekje]‘). Auch das japanische Kaiserhaus führt sich mütterlicherseits über den Tennō Kammu auf König Muryeong von Baekje zurück.